# La morte a Venezia
La morte a Venezia (titolo originale: Der Tod in Venedig) è una novella dello scrittore tedesco Thomas Mann pubblicata nel 1912. Considerata come una delle opere più significative di Mann, è certamente una delle più note al grande pubblico, anche grazie all'omonimo film del 1971 per la regia di Luchino Visconti e al melodramma Morte a Venezia del 1973 del compositore Benjamin Britten.

## Trama
Gustav von Aschenbach è un famoso autore cinquantenne, recentemente nobilitato per onorarne il successo artistico; ha quindi acquisito l'aristocratico "von" da aggiungere al nome. Egli è un uomo che ha interamente dedicato l'esistenza alla propria arte, in una maniera quantomai disciplinata e costante, metodica fino al limite dell'ascesi. Una creatività faticosa ma socialmente fruttuosa. Dopo essere rimasto vedovo sente all'improvviso nel suo animo l'impetuoso desiderio di viaggiare, avere nuove esperienze, provare cambiamenti, per cui si appresta a partire per una località mediterranea.
Dopo una falsa partenza in direzione di Pola, sulla costa dell'Istria ai confini dell'Impero austro-ungarico, insoddisfatto comprende, come preso da improvvisa illuminazione, che deve andare a Venezia; prende una suite al grand'Hotel des Bains all'isola del Lido di Venezia. Tra gli ospiti del grande albergo in cui alloggia, quella sera stessa, mentre si trova a cena, la sua attenzione cade su una nobile famiglia polacca in vacanza: tra di loro vi è un ragazzo di più o meno quattordici anni abbigliato con un vestito alla marinara.
Aschenbach ne rimane folgorato, e si rende conto che l'adolescente è estremamente bello, tale e quale un'antica scultura greca. Le sue tre sorelle maggiori, invece, sono così gravemente vestite da sembrare quasi delle suore. In seguito, mentre l'uomo continua a spiare amorevolmente il ragazzo e la sua famiglia in spiaggia, coglie per caso il suono di quello che pare essere il suo nome: Tadzio. Il giovane finisce per incarnare ai suoi occhi l'ideale di bellezza classica, grecizzante, alla quale l'artista venuto dal Nord da sempre maggiormente aspira. Presto però il tempo caldo e molto umido comincia a incidere non proprio favorevolmente sulla salute di Gustav, il quale prende la decisione di ripartire il prima possibile per trasferirsi in un luogo più salubre. La mattina in cui ha programmato la partenza scorge ancora una volta Tadzio e l'uomo viene preso da un fortissimo sentimento di rimpianto. Quando raggiunge la stazione ferroviaria e scopre che i suoi bagagli sono stati inviati per errore a Como si ritrova costretto a tornare indietro: finge d'essere arrabbiato ma intimamente è felicissimo.
Decide così di rimanere all'Hotel in attesa del ritorno dei bagagli smarriti. Durante i giorni seguenti l'interesse di Gustav nei confronti del ragazzino si trasforma in una vera e propria ossessione: sta a osservarlo in continuazione, segretamente lo segue in giro per tutta la città lagunare, su e giù tra le calli e i ponti. Una sera, all'uscita dal ristorante dell'albergo, Tadzio, voltandosi a un tratto verso di lui, rivolge a Gustav un sorriso affascinante, quasi invitante: sconvolto, l'uomo lo paragona al Narciso della mitologia greca. Precipitatosi fuori nel giardino vuoto, Gustav ha il coraggio finalmente di confessare a sé stesso la verità: "Ti amo!" Dopo qualche giorno Gustav, durante un'escursione nella città oppressa da una esiziale afa estiva, nota degli avvisi del "Dipartimento della Salute" che consigliano di evitare di mangiare frutti di mare; si comincia inoltre a sentire dappertutto un forte odore di disinfettante. Le autorità comunque continuano categoricamente a negare che possa trattarsi di qualcosa di grave.
Aschenbach pare ignorare il pericolo, in quanto in qualche modo gli piace pensare che il male che sta vivendo Venezia sia un po' simile alla propria intima sofferenza di natura amorosa tenuta rigorosamente celata. Una sera sulla veranda gli ospiti dell'albergo vengono intrattenuti musicalmente da una banda di artisti di strada; durante quest'esibizione Gustav, estasiato, cerca di rubare almeno uno sguardo al bel Tadzio, che si trova appoggiato noncurante al parapetto della ringhiera in una posa statuaria. Infine i loro occhi si incontrano, seppure per un solo brevissimo istante, e a Gustav rimane la sensazione che possa esservi un'attrazione reciproca. In seguito cerca d'informarsi sulle effettive condizioni di sicurezza pubblica; dopo essere stato ripetutamente rassicurato che l'unico rischio al momento esistente per la salute fosse lo scirocco, viene informato da un inglese che è invece in atto una grave epidemia di colera. A questo punto Gustav considera l'opportunità di avvisare immediatamente la madre di Tadzio del pericolo; decide tuttavia di non farlo, per non vedere partire l'amato ragazzo e perderlo così per sempre.
Una notte l'uomo ha un sogno intriso di dionisismo orgiastico, il che gli rivela la natura prettamente sessuale dei suoi sentimenti verso Tadzio. In seguito inizia a fissare l'adolescente sempre più apertamente e a pedinarlo: ma, anche così, i sentimenti dell'uomo, seppure sempre vissuti intensamente nel proprio intimo, non si esternano mai oltre qualche fuggevole scambio d'occhiate. Durante tutto il tempo del suo soggiorno l'intera esistenza di von Aschenbach inizia a ruotare ossessivamente attorno a Tadzio, simbolo per lui di una gioventù svanita, ma anche oggetto di impulsi omosessuali che lo scrittore non era consapevole di possedere o che forse aveva fino a quel punto represso, pur senza desiderare però di concretizzare sessualmente la sconvolgente attrazione. Gustav sembra incominciare anche a preoccuparsi per il proprio volto; nel tentativo di ringiovanire va dal barbiere e si fa tingere capelli e baffi e truccare il viso così da renderlo più attraente. Così imbellettato segue per l'ennesima volta Tadzio attraverso Venezia, oppressa da un caldo infernale. Persolo di vista nel cuore della città, esausto e assetato, compra alcune fragole mature e le mangia riposando in una piazzetta deserta, contemplando tra sé e sé l'ideale platonico della bellezza.
Il racconto si conclude alla spiaggia del Lido, dove von Aschenbach, disteso nella sua sedia a sdraio pare indebolito e malaticcio mentre osserva Tadzio giocare con gli amici, come aveva già fatto tante altre volte prima. Il ragazzo a un tratto lascia i compagni e, dopo avere litigato con uno di loro ed esserne stato picchiato, si dirige al largo guadando lentamente le acque basse ma, prima di svanire alla sua vista, volge e condivide un ultimo sguardo con il suo ammiratore morente. È come se l'adolescente avesse voluto fargli un ultimo segno; cerca d'alzarsi per seguirlo, per poi crollare di traverso sulla sedia. Lo scrittore rimane totalmente estasiato dall'ineffabile bellezza del ragazzo, il quale alza il braccio verso l'orizzonte a volere indicare qualcosa, e, nel delirio degli ultimi istanti di vita, Gustav immagina sé stesso intento a seguirlo verso un ideale irraggiungibile ultraterreno. Il suo corpo ormai esanime viene scoperto poco dopo.

## Riferimenti a persone reali

### Gustav Mahler
È opinione diffusa che il personaggio di von Aschenbach si ispiri in parte al compositore Gustav Mahler. Il film di Luchino Visconti ricavato dal racconto nel 1971 è infatti fortemente legato a questa identificazione, influenzando diverse parti originali della sceneggiatura che si sono andate a integrare sulla trama del racconto.
La scena finale del film è accompagnata proprio dalla Quinta Sinfonia di Gustav Mahler (Adagietto, IV movimento).

### August von Platen
Il nome di Gustav von Aschenbach contiene invece allusioni a un altro artista, il celebre poeta tedesco omosessuale August von Platen-Hallermünde: August riprende l'anagramma di Gustav, mentre Ansbach, il luogo di nascita di von Platen, richiama Aschenbach. L'ispirazione a Platen è resa più esplicita dal fatto che anche il poeta tedesco, come il personaggio di Mann, morì di colera in Italia, a Siracusa, ove si era recato per turismo sessuale.

### Autobiografia
La moglie di Thomas Mann, Katia, ricorda che l'idea della storia nacque durante una vacanza che fece nella primavera del 1911 con il marito a Venezia:
Lo stesso Mann menzionò questa storia in una lettera scritta all'amico Phillipp Witkop il 18 luglio 1911, mentre ancora stava lavorando alla stesura del racconto:

### Il vero Tadzio
Il ragazzo che sembra abbia ispirato il personaggio di "Tadzio" era il barone Władysław Moes, il cui primo nome era di solito abbreviato in Władzio o Adzio. La sua identità fu scoperta dal traduttore di Thomas Mann, Andrzej Dołęgowski, intorno al 1964 e la notizia venne pubblicata dalla stampa tedesca nel 1965. Alcune fonti riferiscono che lo stesso Moes non seppe di essere l'ispiratore della storia fino a che non vide la versione cinematografica di Visconti nel 1971.
Władysław Moes nacque nel 1900: aveva solo undici anni - non ancora compiuti - quando fu visto a Venezia dai coniugi Mann ed era quindi più giovane sia dei ricordi di Katia Mann sia della finzione letteraria. Morì nel 1986 e quindi, a differenza del suo omologo letterario, non fu destinato a una morte precoce, come supponeva Aschenbach basandosi sul colorito pallido del fanciullo. Moes è sepolto nel cimitero Powązki a Varsavia. È stato anche soggetto di una biografia: Il vero Tadzio di Gilbert Adair.

## Influenza culturale
- La canzone di Roberto Vecchioni: La bellezza (Gustav e Tadzio), tratta dall'album Il lanciatore di coltelli (2002), s'ispira direttamente a questo racconto.
- Viene citato da Diane Keaton nel film di Woody Allen Io e Annie del 1977.
- Si parla di Morte a Venezia anche nel film di Ridley Scott Un'ottima annata con Russell Crowe.

## Bibliografia

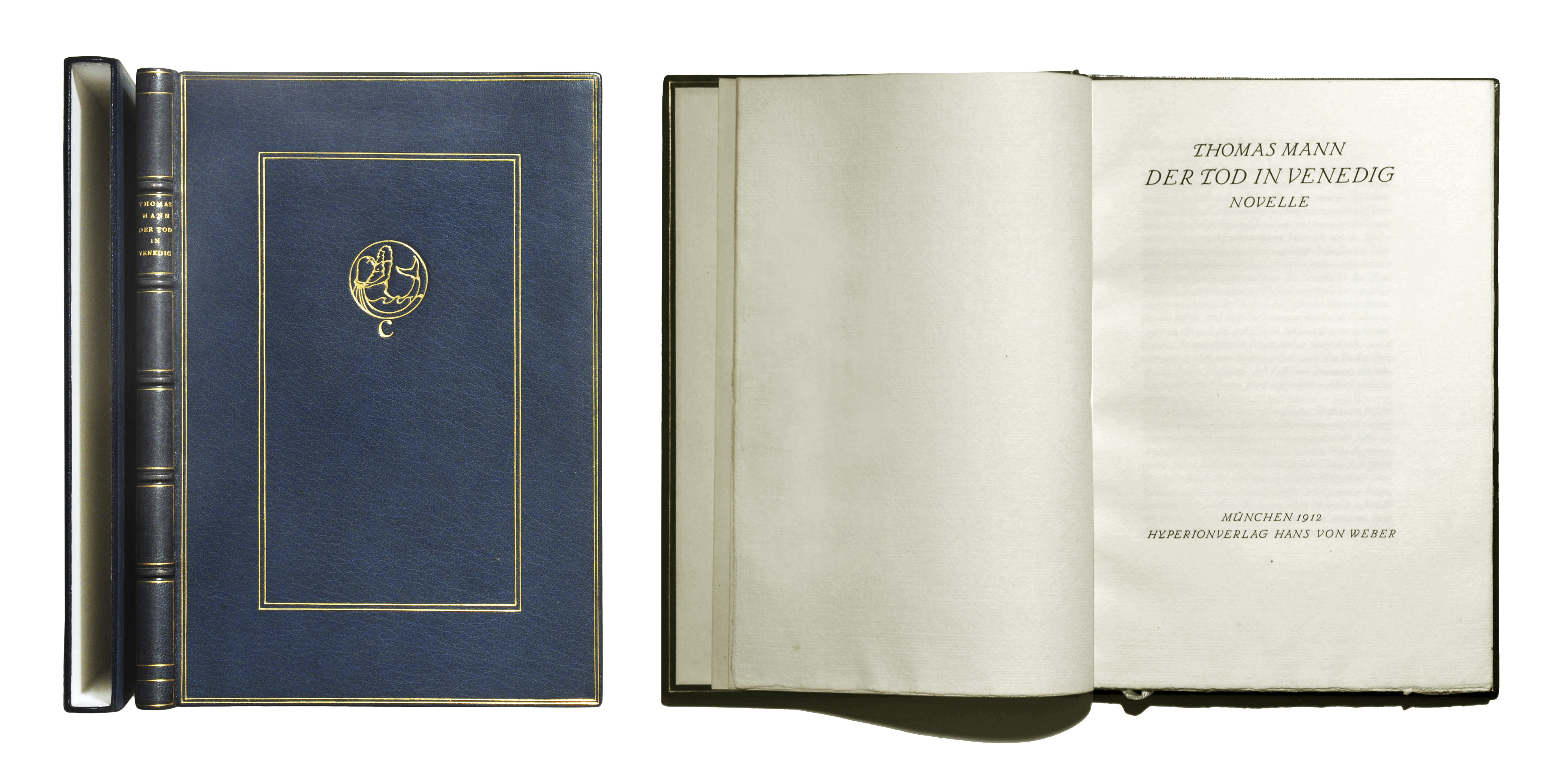
La prima edizione de La morte a Venezia, pubblicata nel 1912

### Edizioni originali
- Der Tod in Venedig, München: Hyperion 1912.

### Traduzioni in italiano
- trad. di Emma Virgili, Milano: Treves, 1930 (pubblicato con Le confessioni di un cavaliere d'industria); Milano: Garzanti, 1947
- trad. di Alessandra Scalero, Milano: Edizioni del Quadrante, 1930; Milano: Bietti, 1930 (con Fiorenza)
- trad. di Anita Rho, Torino: Einaudi, 1954
- trad. di Emilio Castellani, Milano: Mondadori, 1957 (con Cane e padrone)
- trad. di Bruno Maffi, Milano: Rizzoli, 1959
- trad. di Enrico Filippini, Milano: Feltrinelli, 1965 (con Tonio Kroger e Tristano)
- trad. di Salvatore Tito Villari, Milano: Garzanti, 1965 (con Tonio Kroger e Cane e padrone); Vallardi, 1994
- trad. di Francesco Saba Sardi, Milano: Bompiani, 1988
- trad. di Brunamaria Dal Lago Veneri, Roma: Newton Compton, 1990
- trad. di Paola Capriolo, Collana Scrittori tradotti da scrittori n. 38, Torino: G. Einaudi, 1991
- trad. di Elisabeth Galvan, Venezia: Marsilio, 2009

### Critica
Monografie:
- Frank Donald Hirschbach, The Arrow and the Lyre: A Study of the Role of Love in the Works of Thomas Mann, M. Nijhoff, L'Aia 1955; passim (specialmente la sezione The Loves of Two Artists: Tonio Kröger and Death in Venice, op. cit., pp. 14-segg).
- Jaume Radigales, Muerte en Venecia. Luchino Visconti. Estudio Critico, Barcelona: Paidos 2001.
- Gilbert Adair, La vera storia di Tadzio, l'icona bionda di Morte a Venezia, Arcana, Roma 2002.

Articoli
- Lee Slochower, ‘The Name of Tadzio in Der Tod in Venedig’, German Quarterly, vol. 35, No. 1 (gennaio 1962).
- "Oldenbourg Interpretationen", Nr. 61, Der Tod in Venedig, München 1993, ISBN 3-486-88660-6.
- Ursula Geitner, Männer, Frauen und Dionysos um 1900: Aschenbachs Dilemma. In: "Kritische Ausgabe" 1/2005, 4-sgg. ISSN 1617-1357 (WC · ACNP).
- De Maria, Bruno, Lagune, lagune! Una lettura gruppoanalitica di Morte a Venezia Rivista italiana di gruppoanalisi. Fascicolo 3, 2003 (Milano: Franco Angeli, 2003).